# Josephine Mutzenbacher
Josephine Mutzenbacher – La historia de la vida de una prostituta vienesa (en alemán: Josefine Mutzenbacher oder Die Geschichte einer Wienerischen Dirne von ihr selbst erzählt) es una novela erótica de Felix Salten publicada por primera vez de forma anónima en Viena, Austria en 1906. La novela es famosa en el mundo de habla alemana, después de haber sido impresa en alemán y en inglés desde hace más de 100 años y vendido más de 3 millones de copias, por lo que es considerada un éxito de ventas en la literatura erótica.
A pesar de que ningún autor se atribuyó la responsabilidad por el trabajo, los bibliotecarias de la Universidad de Viena consideraron inicialmente a Felix Salten (ver Bambi, una vida en el bosque ) o Arthur Schnitzler. En la actualidad, los críticos, estudiosos, académicos y del Gobierno austriaco designan a Salten como el único autor de la literatura "clásica pornográfica" Josephine Mutzenbacher.
La novela original utiliza el dialecto local específico de Viena de ese tiempo en diálogos y, por lo tanto, se utiliza como una fuente poco común de este dialecto para los lingüistas. También se describe, en cierta medida, las condiciones sociales y económicas de la clase más baja de ese tiempo. La novela ha sido traducida a inglés, francés, portugués, español, italiano, húngaro, hebreo, holandés, japonés, sueco y finlandés, y ha sido objeto de numerosas películas, obras de teatro, parodias, y utilizada en seminarios universitarios de debate.

## Obras derivadas

### Literatura

#### Secuelas

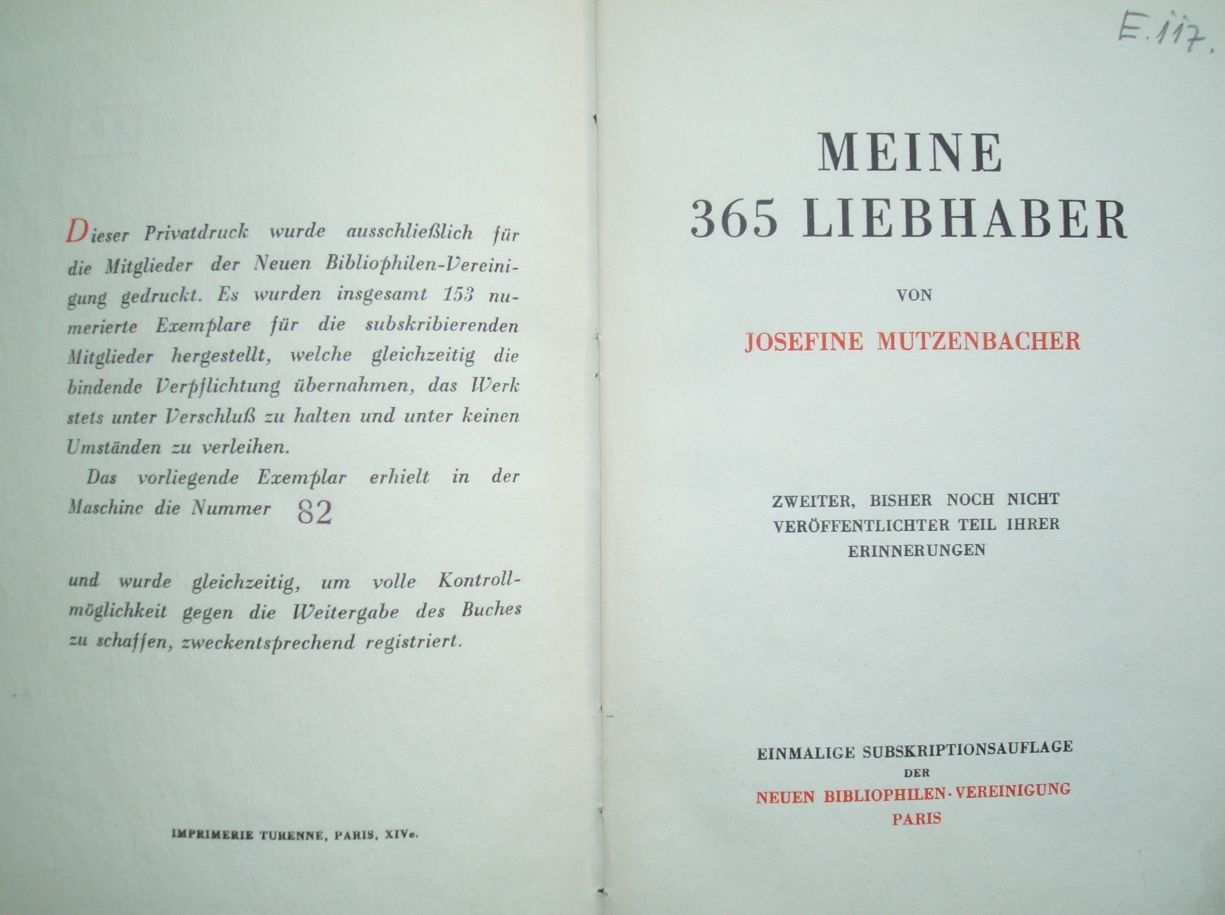
Volumen 2: Meine 365 Liebhaber (1a. ed., c. 1925)

Se han publicado dos novelas, también escritas de forma anónima, que presentan una continuación de la original de Josephine Mutzenbacher. Sin embargo, generalmente no se atribuyen a Felix Salten.
- Josefine Mutzenbacher: Meine 365 Liebhaber. [Mis 365 amantes.] París: Neue Bibliophilen-Vereinigung, ca. 1925.
- Josephine Mutzenbacher: Meine Tochter Peperl. [Mi hija Peperl.] Múnich: Heyne, 1974. ISBN 3-453-50056-3

Estas secuelas también se han traducido a muchos idiomas.

#### Obras influenciadas porJosephine Mutzenbacher
En el año 2000, el escritor austriaco Franzobel publicó la novela Scala Santa oder Josefine Wurznbachers Höhepunkt (Scala Santa o El clímax de Josefine Wurznbacher). La similitud del título con Josephine Mutzenbacher, con apenas dos letras de diferencia, es un juego de palabras que no es mera coincidencia.  El contenido del libro también es derivado, narrando la historia del personaje «Pepi Wurznbacher» y su primera experiencia sexual a los seis años. El nombre «Pepi Wurznbacher» proviene directamente de las páginas de Josephine Mutzenbacher; «Pepi» siendo el apodo de Josephine Mutzenbacher en los primeros capítulos.  Franzobel ha declarado que quería que su novela fuera un recuento de la historia de Josephine Mutzenbacher ambientada en la actualidad. Simplemente tomó los personajes, los elementos de la trama y la ambientación de Josephine Mutzenbacher y los reelaboró en una versión completamente modernizada que transcurre en la década de 1990. Se inspiró para escribir la novela tras quedar asombrado tanto por la prevalencia de historias de abuso infantil en la prensa alemana como por haber leído la descripción abiertamente sin remordimientos que Josephine Mutzenbacher hacía del mismo.

### Películas

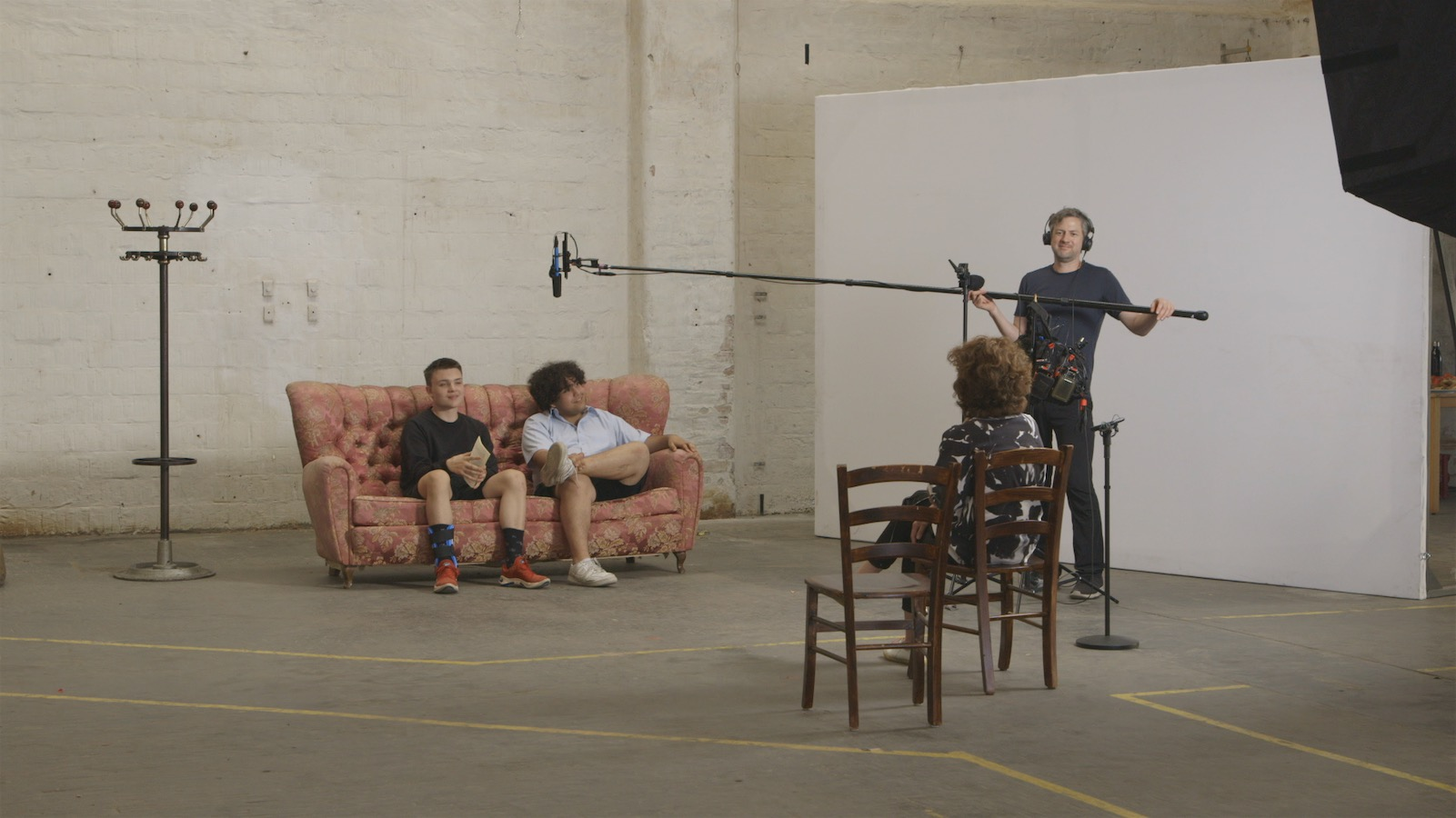
Rodaje del documental Mutzenbacher (2022). © Ruth Beckermann Filmproduktion.

En 1970, se realizó una adaptación fílmica pornográfica con el mismo título, dirigida por Kurt Nachmann y protagonizada por Christine Schuberth, Renate Kasché, Uli Steigberg y Astrid Boner. La película tuvo una secuela al año siguiente, titulada Josephine Mutzenbacher II - Meine 365 Liebhaber.
En 2022, la cineasta austriaca Ruth Beckermann estrenó un documental en donde entrevista y pide a varios hombres de entre 16 y 99 años a leer la novela e interpretarla.La película tuvo su estreno en el Festival Internacional de Cine de San Sebastián en la sección Zabaltegi-Tabakalera.